# Redžo Mulić
Redžo Mulić (Gusinje, 18. mart 1923 — Priština, 11. februar 1982) je bio jugoslovenski kompozitor.

## Biografija
Srednju školu učio je u Skoplju, a Muzičku akademiju u Beogradu. Bio profesor Srednje muzičke škole u Prizrenu, glavni urednik Muzičkog programa Televizije Priština i kompozitor Radio Prištine. Svestrano obrazovan i nadaren, komponovao je – od vokalne, kamerne, scenske, filmske, simfonijske do dečje muzike. Napisao veliki broj horskih kompozicija. Obradio je oko 150 albanskih i drugih narodnih pesama s Kosova i Metohije.
Dobitnik je brojnih priznanja u zemlji i inostranstvu. Istaknut je kao melograf i pedagog koji je stvorio značajne kadrove u muzici Kosova i Metohije.
Kompozicije su mu izvođene širom Evrope, posebno u Austriji, Njemačkoj i Francuskoj. Njegovo najbolje delo je “Druga kosovska simfonija”.

## Najvažnija dela
- Prva kosovska simfonija,
- Druga kosovska simfonija,
- Simfonijska fantazija,
- Pastorala i igra,
- Prizrenski akvareli,
- Legenda o heroju (posvećena Miladinu Popoviću),
- Legenda za violinu i klavir,
- Elegija za violončelo, violinu i klavir,

## Kantate
- Jugoslavija,
- Poema za njih,
- Smrt heroja,
- Baresha, (Čobanica), za glas i orkestar.

## Vokalne kompozicije
- Kosovo,
- Mala popularna svita,
- Vjeshta, (Jesen I) – prva nagrada na svetskom festivalu u Langolenu, u Engleskoj,
- Jesen II,

## Muzika za filmove
- Kapetan Leši, 1960, režija Žika Mitrović,
- Obračun, 1962, režija Žika Mitrović,
- Vuk sa Prokletija (alb. Uka i Bjeshkëve të nemura), 1968, režija Miomir Stamenković,
- Vetar i hrast, 1979, režija Besim Sahatciu

## Muzika za pozorišne predstave
- Omer i Merima,
- Tri sestre,
- Ženidba,
- Besa,
- Ahmet Ćirezi: Erheveja, 1966,
- Irkutska priča,
- Pelinovo,
- Nita,
- Dundo Maroje i druge

## Muzika za balet
- Legenda o pobedi
- Nita (nedovršen)

## Literatura
- Akil Koci: Elementi šiptarskog muzičkog folklora u delima naših kompozitora, u: Rad XIV kongresa Saveza folklorista Jugoslavije (Prizren, 1967), zbornik radova, Beograd, 1974.
- Akil Koci: Redžo Mulić: Druga kosovska simfonija, dodatak uz LPY „Redžo Mulić“, Udruženje estradnih umetnika Kosova, Muzička produkcija RT Prištine, 1983,
- Zuvdija Hodžić: Omaž Redžu Muliću, 21. Plavski književni susreti, 11.avgust, 2003.

## Spoljašnje veze
- Muzika za filmove
- Omaž Redžu Muliću
- Sterijino pozorje, muzika za Erveheju
- Vuk sa Prokletija
- Obračun[мртва веза]
- Folklor u delima naših kompozitora